# Cultura de las tumbas sartén

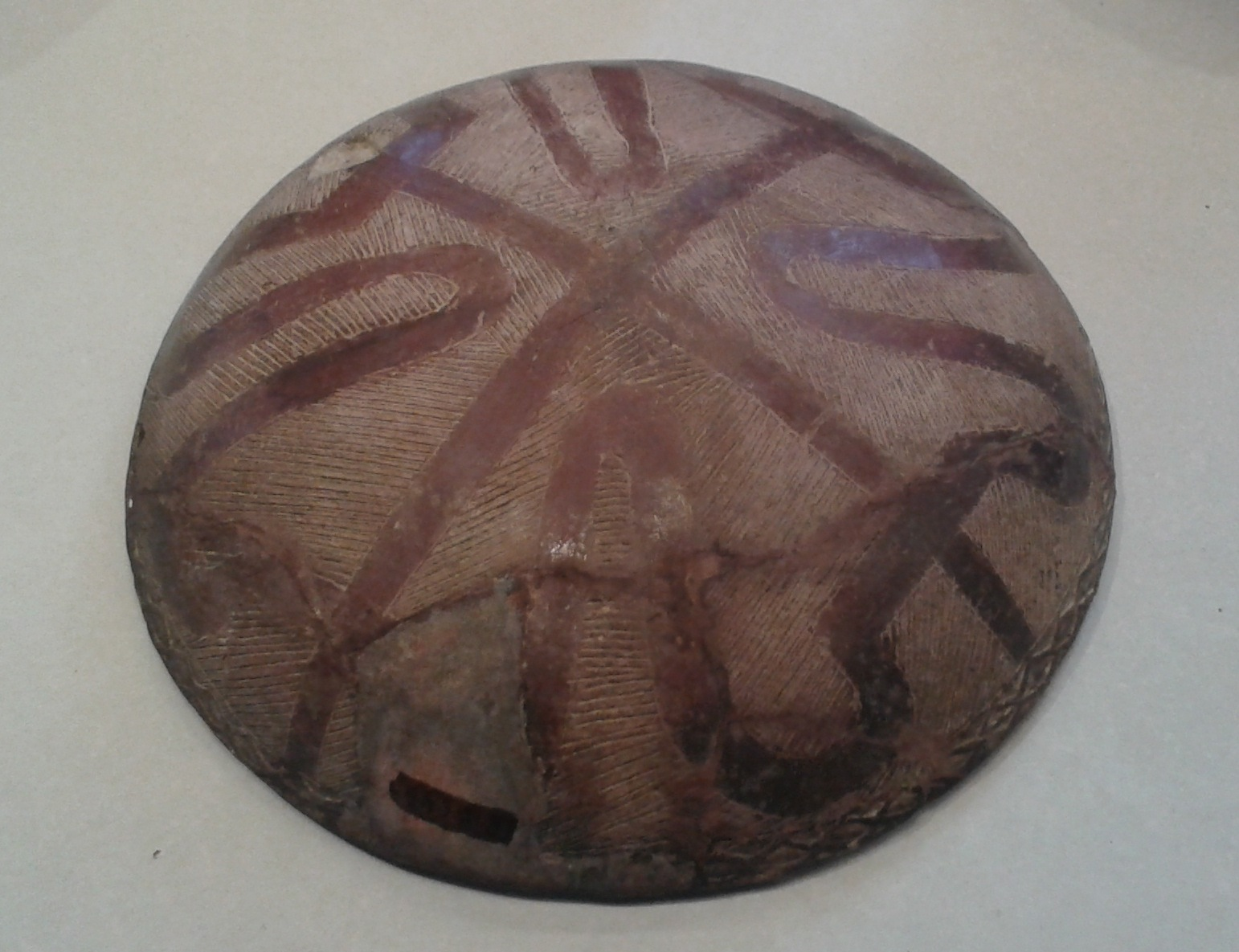
Bol nubio del Grupo C con sus características incisiones.

La cultura de las tumbas sartén está localizada en Nubia y el Alto Egipto, y datada en el siglo XVIII a. C. Recibe este nombre porque sus tumbas son fosas circulares en forma de cuencos, pulidas y pintadas de negro. A veces tienen un círculo de piedras como superestructura, con lápidas planas y enterradas bajo túmulos. Los cuerpos reposan en posición fetal sobre el lado derecho, con la cabeza hacia el Norte y el rostro orientado hacia el Este. Están envueltos en esteras o pieles y con calaveras de animales a sus pies. Los ajuares funerarios de ambos sexos están equipados con vasijas características decoradas con incisiones, abalorios fabricados con cáscara de huevo de avestruz y conchas de caracoles nerita. Con el tiempo, se encuentran en las tumbas armas de factura egipcia, como dagas y hachas de batalla, así como cuerdas de arco y puntas de flechas. Estas armas documentan el empleo de esas personas como guerreros de las dinastías de la decimotercera a principios de la decimoséptima. 
Las tumbas, cuyos propietarios se han identificado con los medjays, adquieren con el tiempo características de las egipcias de forma que en época de la dinastía XVIII apenas se distinguen de ellas.
La cerámica de esta cultura tiene muchas similitudes con la de Kerma, en la Alta Nubia, y fue ampliamente utilizada tanto en Egipto como en Nubia. Durante la dinastía XVII apareció en Atbai, en el este de Sudán, lo que indica que los medjays tenían un área de distribución similar a la de los modernos bejas. Forma parte de la culturas llamadas Grupo C.